# Velká Viktoriina poušť

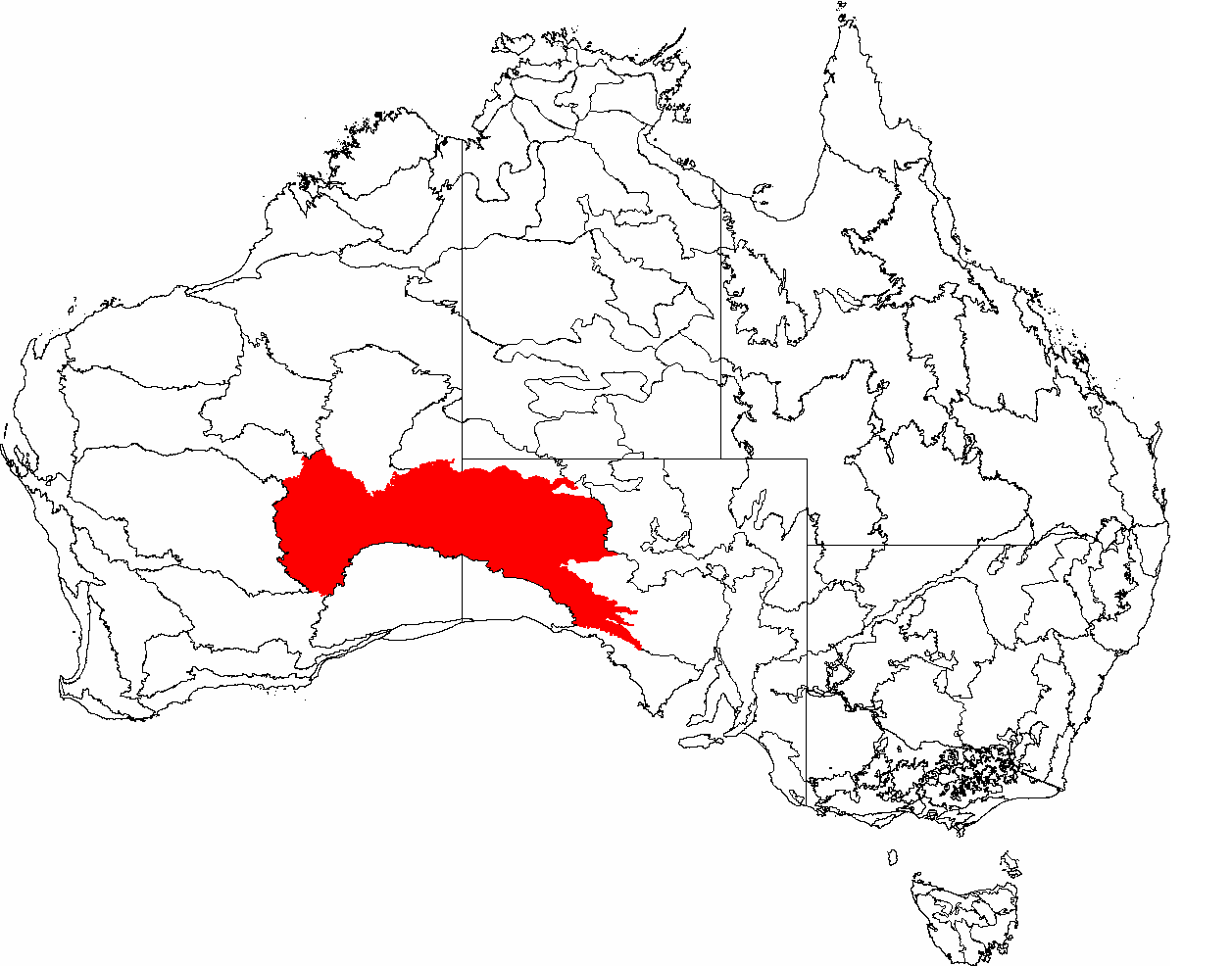
Velká Viktoriina poušť (červeně) na mapě států a regionů Austrálie

Velká Viktoriina poušť (anglicky  Great Victoria Desert) je bezodtoká poušť, případně polopoušť ve vnitrozemí, na jihu střední části Austrálie. Rozkládá se na území států Západní Austrálie a Jižní Austrálie. Severně od Velké Victoriiny pouště leží Gibsonova poušť, jižně plošina Nullarbor. Velká Viktoriina poušť je největší poušť v Austrálii. Od západu k východu má délku přes 700 km a zaujímá plochu 390 000 km2. Reliéf pouště je různorodý, nachází se zde oblasti písčité, kamenité i hlinité. Částečnou vegetaci polopouště tvoří ostrolisté trávy rodu Spinifex. V jižní části je řada slaných jezer. Srážky jsou v oblasti nízké a nepravidelné, pohybují se od 200 do 250 mm ročně. Letní teploty přes den se pohybují mezi 32 a 40 °C, zimní teploty přes den mezi 18 a 23 °C.